# 关于施密特
《关于施密特》（英語：About Schmidt）是一部2002年的美國電影，由亚历山大·佩恩執導兼編劇，傑克·尼克遜、霍普·戴维斯、德莫·麥隆尼、凯西·贝茲主演。

## 剧情
该片讲述66岁的老男人華倫史密德（傑克尼克遜飾演）的人生轨迹。
華倫突然之間來到了一個人生的瓶頸，一開始他從工作了一生的職場上退休，接著他唯一的女兒珍妮（霍普戴維絲飾演）要嫁給一個無賴，而和他結婚了42年的老婆也突然過世。
遭逢這樣人生的巨變，沒有工作、沒有老伴、沒有了家庭，華倫一時之間也失去了生活重心，於是他決定展開一段尋找自我之旅，他開著一台車屋到全國各地去找尋他心的方向。他還有一個重要的地方一定要去，那就是丹佛，他女兒結婚的地方，他希望藉由幫助他女兒準備婚禮，可以彌補他們之間的代溝。
但是沒想到他卻發覺無法忍受他未來女婿和未來親家的粗鄙，他決定他的人生新目標就是要阻止他女兒婚禮的完成。
在這個充滿黑色喜劇和徬徨的旅程中，華倫將他的所見所聞寫信分享給一個六歲的坦尚尼亞黑人小男孩恩度古，這個新朋友是因為他在電視上看到的一個公益廣告上認識的，他每個月捐給他22元美金來資助他。同時也因為這樣的忘年之交，讓他發現雖然相隔萬里遙遠，卻是安慰他內心最溫暖的太陽……

## 演員表
| 演员          | 角色        | 备注                                             |
| 傑克·尼克遜   | 華倫·史密德 | 退休的保險公司高階主管，海倫的丈夫，珍妮的父親。 |
| 霍普·戴维斯   | 珍妮·史密德 | 華倫和海倫的獨生女，即將和蘭道結婚。             |
| 凯西·贝茲     | 蘿貝塔      | 蘭道的母親，離婚二次。                           |
| 德莫·麥隆尼   | 蘭道        | 水床銷售員，是珍妮的未婚夫。                     |
| 琼尼·斯奎布   | 海伦·史密德 | 華倫的老婆。                                     |
| 霍华德·海斯曼 | 拉瑞        | 蘭道的父親。                                     |
| 哈利·格罗内   | 约翰        | 華倫旅途中，巧遇的一對駕駛露營車的夫妻。         |
| 康妮·雷       | 薇琪        | 華倫旅途中，巧遇的一對駕駛露營車的夫妻。         |
| 兰·卡里奥     | 雷·尼古拉斯 | 華倫的好友，和他的老婆有一段情。                 |